# Systeemwetenschap
Systeemwetenschap is een interdisciplinaire wetenschap waarin het systeembegrip een centrale plaats inneemt. Het omvat deelgebieden van de formele wetenschap en is een belangrijk hulpmiddel bij de studie van complexe systemen (bijvoorbeeld in de natuur, andere deelgebieden van de wetenschap en maatschappij) en van dynamische systemen, de cybernetica, wiskundige systeemtheorie, operations research, regeltechniek, sociale systeemtheorie, systeembiologie, systeemecologie, systeempsychologie, systems engineering of systeemkunde en de systeemtheorie als zodanig.
Dit begrip heeft de volgende invullingen gekregen:
- een synoniem voor algemene systeemtheorie;
- een aanduiding voor de studie rondom cybernetica, industrial dynamics, systeemkunde en systeemtheorie. Dit begrip is afgeleid van het Engels systems science;
- een aanduiding voor de verzameling uitwerkingen: van systeemanalyse, systeemdynamica, systeemkunde, systeemmethodologie tot systeemtheorie.

Wetenschappers die op dit gebied actief zijn, worden systeemdenkers genoemd. Zie ook: lijst van systeemdenkers.
Naast de opkomst van deze systeemgerichte oriëntaties waren er eind jaren 1940 verschillende interdisciplinaire theorieën voorgesteld, zoals cybernetica, informatietheorie en algemene systeemtheorie.

## Enige bronnen
- Kenneth D. Bailey (2005). "Fifty Years of Systems Science:Further Reflections". In: Systems Research and Behavioral Science 22, p. 355-361.
- Doede Keuning (1973). Algemene systeemtheorie, systeembenadering en organisatietheorie. Leiden: Stenfert Kroese.
- John N. Warfield (2003). "A proposal for Systems Science". In: Systems Research and Behavioral Science. 20, p. 507-520.
- Li D. Xu (2000). "The contributions of Systems Science to Information Systems Research". In: Systems Research and Behavioral Science. 17, p. 105-116.
- Erik Pruyt (2013). Small System Dynamics Models for Big Issues: Triple Jump towards Real-World Dynamic Complexity. Delft: TU Delft Library. – Free pdf available on: http://simulation.tbm.tudelft.nl/smallSDmodels/Intro.html
- George E. Mobus & Michael C. Kalton (2015), Principles of Systems Science. Springer.[1]